# Asdiwal
Asdiwal est un héros de la mythologie des Tsimshians (Colombie-Britannique).
Le mythe d'Asdiwal a été rapporté et édité par Franz Boas en 1895.